# LGBT práva v Rusku

Duhová mapa Ruska

Neoficiální ruská vlajka s duhovým motivem

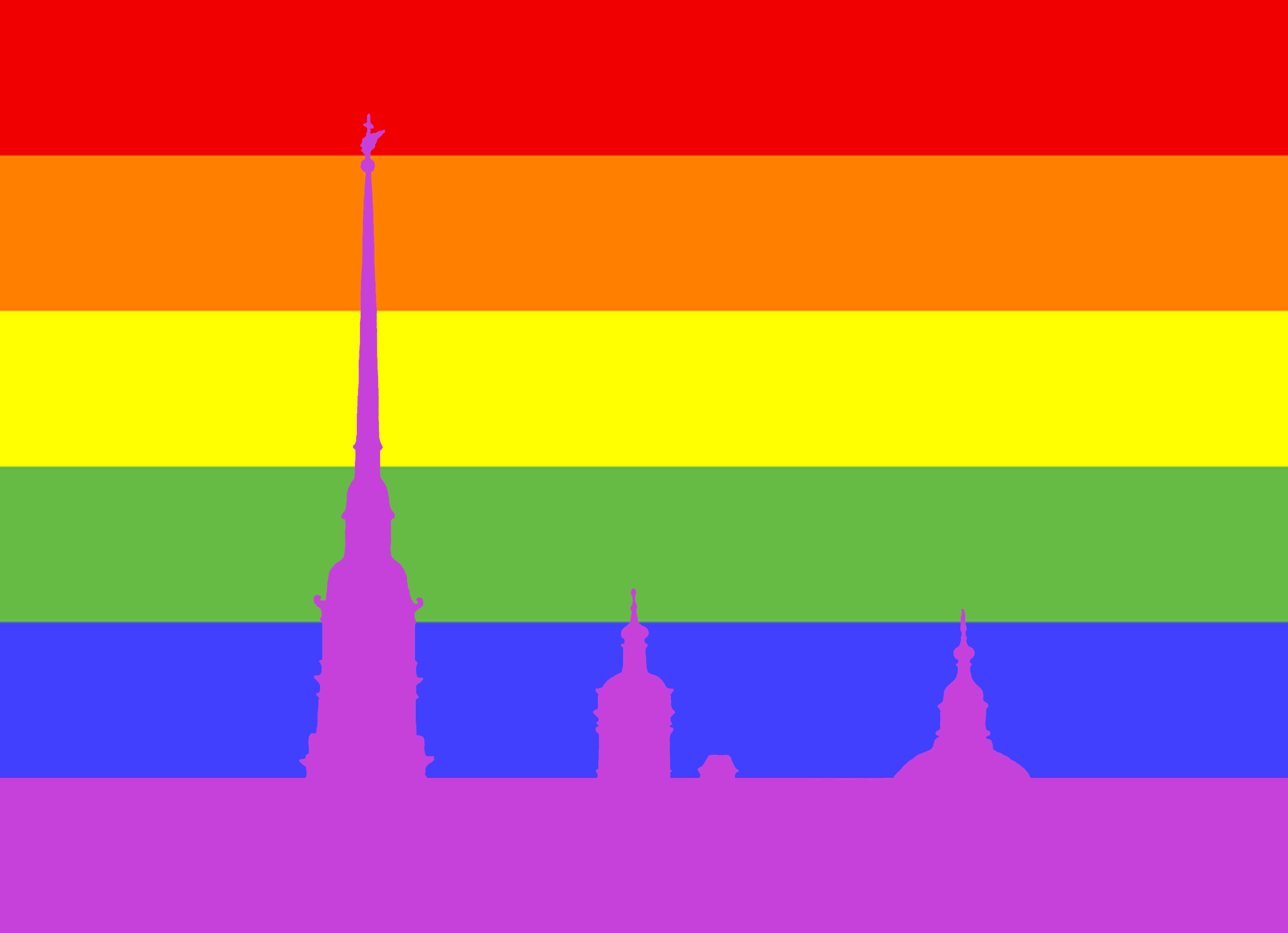
Duhová vlajka s motivem Petropavlovské pevnosti

Lesby, gayové, bisexuálové a translidé (LGBT) se v Rusku setkávají s ostrakizací a právními nepříjemnostmi neznámými pro zbytkové obyvatelstvo. Navzdory faktu, že soukromá konsensuální sexuální aktivita mezi způsobilými osobami téhož pohlaví je legální od r. 1993 , nedostává se párům stejného pohlaví a domácnostem jim tvořeným stejné právní ochrany jako párům různého pohlaví. Země dosud ani nepřijala žádné zákony chránící jiné sexuální menšiny a genderové identity před diskriminací. Trans lidem není umožněno procházet změnou pohlaví po předešlé chirurgické operaci, a jejich práva nejsou dostatečně hájená, spíše naopak. Homosexualita není považovaná za duševní poruchu od r. 1999, což znamená, že by neměla být překážkou řádného působení v Ozbrojených silách Ruské federace. Avšak stále se v nich neoficiální uplatňuje politika Don't ask, don't tell.
Ruská společnost obecně zastává ve vztahu k homosexualitě sociálně konzervativní postoje. Podle několika průzkumů a statistik většina Rusů neakceptuje homosexualitu a podporuje zákony diskriminující sexuální menšiny. Britský Channel 4 odvysílal dokument s názvem Hunted zobrazující život LGBT Rusů pod zákonem proti propagandě a legitimizací různých podpůrných skupin účelově vyhledávajících a šikanujících homosexuály – zejména homosexuální muže. Po přijetí sporného zákona proti LGBT propagandě se až zčtyřnásobil počet ruských žadatelů o azyl ve Spojených státech z důvodu diskriminace. Navzdory silné mezinárodní kritice pro vzrůstající počet sociální diskriminace, násilí a trestné činnosti páchaných na homosexuálech mají velká města jako je Moskva a Petrohrad prosperující gay scénu. Pokud ale jde o konání festivalů gay pride, tak v této oblasti nikdy moc přívětivé nebyly, a to i přes sankce Evropského soudu pro lidská práva v r. 2010 kvůli diskriminaci. V r. 2010 dostalo vedení města Moskva 10 individuálních žádostí pro povolení konání pochodu Moscow Pride, který zakázala s odvoláním se na riziko násilí vůči jeho účastníkům.
V 21. století se Rusko začalo stávat terčem celosvětové kritiky pro nedostatečnou právní ochranu LGBT občanů, kde bylo zařazeno mezi nejhorší státy bývalého SSSR v přístupu k lidským právům.[zdroj?] Od r. 2006 se začaly na regionální úrovni přijímat zákony zakazující distribucí veškerých materiálů podporujících LGBT vztahy mezi nezletilými. V červnu 2013 byl přijat federální zákon kriminalizujících šíření informací o netradičních sexuálních vztazích mezi dětmi a mladistvými. Se spornou definicí toho, co slovo netradiční vztah znamená byl přijat jako součást novelizace Zákona o ochraně dětí před informacemi narušujícími jejich zdraví a vývoj. Zákon s sebou přinesl vysoký počet trestů LGBT Rusů veřejně protestujících proti přijetí zákona, homofobních nálad, násilí a dokonce i zločinů z nenávisti, v nichž se pachatelé odvolávali na federální zákon. Rusko se stalo terčem mezinárodní kritiky ze strany lidskoprávních organizací, LGBT aktivistů a médií kvůli údajné nepřímé kriminalizaci LGBT kultury. Ruská historička a lidskoprávní aktivistka Ludmila Alexejeva jej nazvala návratem do středověku.

## Aktuální situace
- Legální věk způsobilosti k pohlavnímu styku byl v roce 2003 stanoven na 16 let bez ohledu na sexuální orientaci.
- Trans lidé mohli podstupovat změnu pohlaví, pokud k ní byli ze zdravotního hlediska způsobilí od r. 1997 do r. 2023.
- Homosexualita byla vyškrtnuta ze seznamu nemocí od r. 1999.
- Co se týče adopce dětí, tak cis jednotlivec bez ohledu na sexuální orientaci může osvojit dítě. Ruské děti mohou adoptovat homosexuální páry v zahraničí, pokud v jejich zemi nejsou schváleny homosexuální sňatky. Trans lidé adoptovat nesmějí.
- Ruská ústava pamatuje na právo se svobodně shromažďovat, ale ruské úřady navzdory tomu odmítají registrovat LGBT organizace.

### Homofobie v Rusku
Ruský národ je považován za nejvíc nepřátelský vůči homosexuálům, pokud nezahrnujeme státy Islámského světa, části Afriky a Asie a např. Ukrajinu nebo Turecko. Podle průzkumu z roku 2013 až 74 % Rusů nepovažuje homosexualitu za morálně přijatelnou, což je 14 % nárůst od r. 2002. V roce 2007 68 % Rusů řeklo, že homosexualita je vždycky společensky nepřijatelná nebo téměř vždy. V roce 2005 by 44 % Rusů bylo pro trestný postih sexuální aktivity mezi osobami téhož pohlaví a 43 % Rusů schválilo přijetí zákona o zákazu diskriminace na základě sexuální orientace. V roce 2013 16 % Rusů prohlásilo, že homosexuální osoby by měly být izolovány od společnosti, 22 % by bylo pro nařízení léčby a 5 % by je nejraději vyhladilo. Postoj ruských psychiatrů a veřejnosti k homosexualitě jako nemoci zůstal dodnes. Například v roce 2003, kdy se homosexualita vyškrtla z ruské kvalifikace duševních chorob, 62,5 % dotazovaných psychiatrů v Rostově ji stále považovalo za nemoc a o tři čtvrtletí poté za poruchu osobnosti. Psychiatři si svůj postoj udrželi až do konání festivalů gay pride, kdy začali postupně propouštět gaye a lesby ze škol, dětských domovů a jiných veřejných institucí.

### Stejnopohlavní manželství
Žádná právní úprava stejnopohlavního soužití, ať už ve formě manželství nebo registrovaného partnerství, není v současném ruském právním řádu umožněna. V červenci 2013 moskevský patriarcha Kirill, duchovní Ruské pravoslavné církve, k níž se hlásí cca 41 % Rusů  , řekl že uzákonění stejnopohlavních svazků je znakem Apokalypsy. V roce 2011 během tiskové konference řekla tehdejší moskevská primátorka Irina Muravjovová následující: "Žádným z požadavků legalizovat stejnopohlavní svazky v Moskvě a celém Rusku nebude nikdy vyhověno. Žijeme v civilizované zemi, která se řídí nejvyšším federálním zákonem, a to Ústavou Ruské federace, která manželství definuje jako jedinečný svazek mezi mužem a ženou. Žádné jiné manželství neexistuje, a tudíž nemůže být nikdy v Rusku uzákoněno." Obdobný postoj zaujímá i drtivá většina Rusů. V červenci 2020 si ruští voliči odhlasovali změnu ústavy, která přímo vylučuje jakékoliv jiné manželství než muže a ženy.

### Služba v armádě
Podle údajů ze stránek Pravda.ru se v minulosti hodně mladých Rusů mohlo vyhnout povinné vojenské službě tvrzením, že mají jinou sexuální orientaci. Ministr zdravotnictví se to pokusil změnit v roce 2003, kdy se na homosexualitu přestalo nahlížet jako na nemoc. Tím pádem ani homosexualita nemůže být brána jako důvod k neschopnosti sloužit v armádě, jelikož nemá souvislost se zdravotním stavem brance. Jelikož Rusko i Světová zdravotnická organizace vyškrtly homosexualitu ze seznamu nemocí, tak tím pádem se homosexuál může zbavit povinnosti sloužit v armádě jenom na základě tělesného nebo duševního postižení. I tak ale vydal upozornění pro homosexuální muže, aby svoji odlišnou sexuální orientaci veřejně nesdělovali, jelikož by pak mohli čelit násilí a šikaně ze strany ostatních vojáků. Prezident Vladimir Putin sdělil v rámci rozhovoru pro americkou televizi, že homosexuální muži nejsou v Rusku zbavováni povinnosti sloužit v armádě. V roce 2013 se roznesla zpráva, že ministr obrany vydal nařízení podle něhož se schopnost sloužit v armádě bude posuzovat na základě nových kritérií, které zahrnují mentální vyspělost a sexuální život branců, což znovu umožňuje zbavit osobu služby v armádě na základě sexuální orientace.

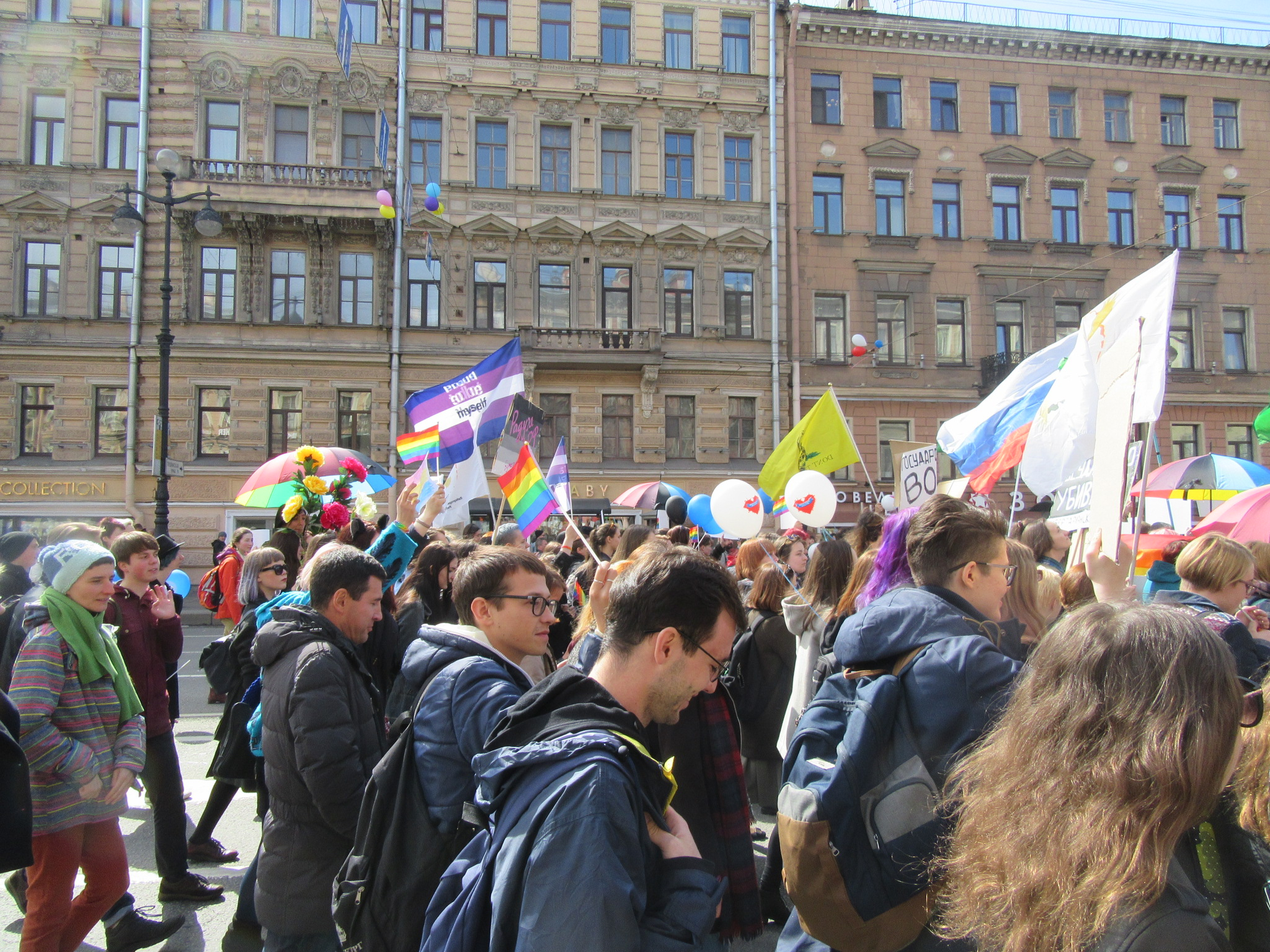
LGBT aktivisté v Petrohradě, Rusko, 1. květen 2017

### Viditelnost LGBT organizací a služeb
V Rusku se většina LGBT organizací nachází zejména ve velkých městech jako je Moskva a Petrohrad, kde je mimo jiné i hodně kaváren a nočních klubů zaměřených na gaye a lesby.

### Festivaly Gay Pride
V Rusku bylo zaznamenáno několik neúspěšných pokusů o uspořádání festivalu gay pride v několika velkoměstech, zejména v Moskvě, kde tamní autority několikrát za sebou nevyhověly žádosti o konání akce. Bývalý moskevský primátor Jurij Lužkov podpořil nesouhlas zastupitelstva s distribucí prvních dvou letáků ruského LGBT+ aktivisty Nikolaje Alexandroviče Alexejeva informujících o konání Moscow Pride a označil je za dílo satana. Festival nicméně nakonec stejně proběhl navzdory nesouhlasu ruských úřadů. V roce 2010 vyhověl Evropský soud pro lidská práva (ESLP) Alexejevově žalobě proti ruským městům, která mu zakazovala uspořádat festivaly LGBT+ hrdosti. Podle ESLP se tímto rozhodnutím dopouštěly diskriminace. Argument prevencí rizika násilí a narušování veřejného pořádku soud označil za irelevantní, populistický a nadržování postoji odpůrců. V srpnu 2012 vydala Moskva navzdory stanovisku ESLP 100letý zákaz konání festivalu Moscow Pride, tedy až do roku 2112, s poukazem na nedostatek podpory z řad Moskevanů a jiných komplikací, které konání takových akcí provází.

### Čečensko

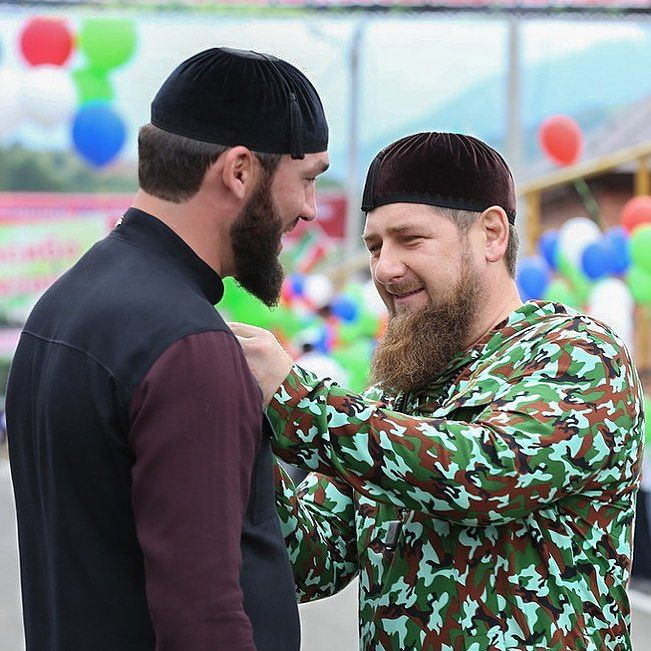
Čečenský vůdce Ramzan Kadyrov (napravo) spolu s předsedou čečenského parlamentu Magomedem Daudovem

V Čečensku, autonomní republice Ruské federace, byly zaznamenány případy nuceného mizení, tajných únosů, zatýkání a mučení lidé na základě jejich skutečné či domnělé odlišné sexuální orientace. Podle očitých svědků a lidskoprávních skupin byl v takzvaných čečenských novodobých koncentračních táborech držen blíže neurčený počet mužů, u nichž tamní autority pojaly podezření, že jsou jiné než heterosexuální orientace, ať už homosexuální nebo bisexuální.
Podle oficiálních statistik zveřejněných 1. dubna 2017 v ruskojazyčném opozičním magazínu Novaja Gazeta bylo od února 2017 více než 100 mužů drženo a mučeno v čečenských koncentračních táborech, z toho tři byli mimosoudně popraveni. Podle zveřejněných tajných dokumentů čečenských speciálních služeb se mělo jednat o "preventivní" opatření v zájmu ochrany veřejného zájmu. Novináři, kteří se k nim jako první dostali, a publikovali je, se posléze museli začít skrývat, případně zcela vycestovat z Ruska z důvodu obav z avizovaných represí ze strany čečenských úřadů.
Jakmile se rozšířily zprávy o systematickém pronásledování čečenské LGBT+ menšiny, zahájili ruští i zahraniční aktivisté proces evakuace přeživších a potenciálně ohrožených Čečenců, ale setkali se s komplikacemi při získávání víz pro jejich vycestování z Ruska.
Reporty o perzekuci se setkaly s rozličnými reakcemi jak v Rusku, tak i ve světě. Neoficiální prezident a vůdce Čečenské republiky Ramzan Kadyrov například vyloučil jakoukoli existenci homosexuálních mužů v Čečensku s tím, že pokud by se na jeho území vůbec někdo takový nacházel, tak by byl zabit vlastní rodinou. Naopak moskevské úřady byly vůči tomuto prohlášení skeptické, ačkoliv koncem května vyslala ruská vláda na území Čečenska příslušný vyšetřovací tým, který měl tamní situaci monitorovat. Političtí reprezentanti, včetně nejvyšších představitelů, v několika zemích, zejména v západním světě, čečenský postup odsoudili. Zároveň se také uskutečnilo několik protestů, a to jak v Rusku, tak i v zahraničí. Zpráva Organizace pro bezpečnost a spolupráce v Evropě (OBSE) publikovaná v prosinci 2018 potvrdila, že k pronásledování čečenské LGBT+ minority skutečně dochází, a že je tiše tolerováno ruskými úřady.
Dne 11. ledna 2019 byly potvrzeny další případy anti-gay razií, k nimž došlo v prosinci předchozího roku, kdy bylo zadrženo několik homosexuálních mužů a žen. Russian LGBT Network, ruská nevládní LGBT organizace, odhadla, že z cca 40 uvězněných lidí byli dva zabiti.

## Veřejné mínění
Ruský národ je silně konzervativní v oblasti práv homosexuálů. Podle průzkumu z roku 2013 většina Rusů neschvaluje stejnopohlavní manželství a podporuje veškeré zákony proti homosexuálům.

## Diskriminace v zaměstnání a ve školství
Anton Krasovskij, televizní moderátor státní televize KontrTV, byl na hodinu vyhozen ze zaměstnání v lednu 2013, když se během vysílání veřejně přiznal k homosexuální orientaci, na základě kontroverzního zákona proti homosexuální propagandě navzdory tomu, že ještě nebyl v účinnosti.
V září 2013 homosexuální učitel v Chabarovsku a gay aktivista Alexandr Jermoškin byl propuštěn ze dvou zaměstnání jako učitel na vysokoškolský profesor. Před týdnem byl napaden místními neonacisty. Homofobní aktivisté s názvem „Hnutí proti propagaci sexuální perverze“ se poté velmi podíleli na jeho propuštění.
V Brjansku byla lesbické dívce, která nechce prozradit své jméno, udělena důtka za to, že se ve škole veřejně hlásila ke své orientaci. Vzhledem k jejímu nízkému věku a k tomu, že svoji orientaci nikomu nevnucovala, a ani nikoho neovlivňovala, nebylo proti ní zahájeno trestní řízení.

## Postoj politiků
Federální zákon zakazující propagaci homosexuality byl schválen Státní dumou v červnu 2013 jako údajný „zákon na ochranu dětí“. V prosinci 2022 byla jeho působnost rozšířena bez jakéhokoliv věkového omezení, což de facto uzákonilo úplnou cenzuru LGBT témat v Rusku.
Je zatěžko posoudit zda všichni nebo jen někteří členové vládnoucích stran podporují zákon, a zda úplně nebo jen částečně. Některé politické strany, nezastoupené ve Státní dumě, práva homosexuálů podporují.
Jabloko jako člen Liberální internacionály vede kampaň s názvem „Rusko bez pogromů“ proti netoleranci v Rusku.
Ruská liberální strana vzniklá roku 2007 kritizovala zákon proti homosexuální propagandě jako nedemokratický, omezující svobodu projevu.

## Zločiny z nenávisti
Cílené útoky proti LGBT minoritě jsou ve zdejším Trestním zákoníku považovány za zločin z nenávisti, jelikož ruské právo nezná termín sexuální orientace. Mezi nejznámější případy zločinů na homosexuálech patří následující:
Dne 9. května 2013 po oslavách Dne vítězství nad fašismem bylo ve Volgogradu nalezeno zohavené tělo 23letého mladíka, který byl mučen a následně zabit třemi útočníky z důvodu domnělé homosexuální orientace, i přes protesty rodiny a přátel zemřelého, nebyl trestný čin pachatelů posouzen jako zločin z nenávisti.
Dne 29. května 2013 bylo nalezeno tělo umučeného 38letého Olega Serdyjuka, zástupce ředitele Kamčatského letiště, v jeho rozbitém autě s jeden den starou bodnou ránou. Místní státní zastupitelstvo označilo jako motiv trestného činu vraždu z homofobie. Místní podezřelí byli shledáni vinnými a odsouzenými k 9 až 12 letům odnětí svobody.
Od října 2013 do února 2014 byla v Moskvě zaznamenána řada útoků na Central Station, jeden z největších nočních klubů pro homosexuály v Rusku. Během útoků bylo použito jak střelných zbraní, tak i slzného plynu. Celá situace byla vysílána na ABC News Nightline. V přímém důsledku útoků emigrovalo hodně zaměstnanců klubu.

## Transgender
V carském Rusku se mladé dívky, které se prezentovaly a oblékali jako chlapci, označovali jako tomboys. Jejich chování a oblékání ve školách bylo vesměs tolerováno a považováno za asexuální, což by se muselo v případě svatby zastavit. Nicméně crossdressing byl považován za nemorální a trestný jak církví, tak i následné i vládou.
Po Velké říjnové revoluci se v roce 1920 objevily první pokusy o chirurgickou změnu pohlaví až do zákazu roku 1960. Později je začala provádět endokrinoložka Prof. Irina Golubeva pod vedením psychiatra profesor Aron Belkin, který byl znám svým bojem za práva transsexuálů až do své smrti r. 2003. 
Mezi lety 1997 až 2023 byl v Rusku legální genderový přechod po chirurgické změně pohlaví, v červenci 2023 byla přijata legislativa, která to zakázala. Zrušila také manželství uzavřená trans lidmi a zakázala jim adopci a pěstounskou péči dětí.

## Zákazy propagandy
Federální zákony přijaté 29. června 2013 zakazují distribuci propagačních materiálů mezi dětmi a mládeží, které podporují netradiční sexuální vztahy. Kritici vyčítají tomuto zákonu jeho kriminalizaci jakýchkoli veřejných demonstrací za gay práva, projevy na obranu LGBT práv a distribuci materiálů o LGBT kultuře, případně i zrovnoprávnění homosexuálních vztahů s heterosexuálními. Legislativa se stala terčem mezinárodní kritiky z řad lidskoprávních aktivistů a médií podporujících LGBT práva a používajících LGBT symboly jako je například duhová vlajka. Channel 4 zveřejnil dokument s názvem Hunted, v němž popisuje anti-gay skupiny, které se zaměřují na homosexuální muže. Ty pak vylákají pod záminkou schůzky na odlehlé místo, kde je mučí a ponižují. Celá akce je pak natáčená a zveřejněná na internetu.

### Regionální vyhlášky

Deset ruských regionů přijalo zákony zakazující distribuci materiálů propagaujících homosexualitu a jiné LGBT vztahy mezi dětmi a mládeží.
Zákaz podpory homosexuality, bisexuality a transgenderu.
Zákaz podpory homosexuality a bisexuality.
Zákaz podpory homosexuality.

Již v letech 2006-2013 přijalo 10 ruských regionů vlastní vyhlášky zakazující propagandu homosexuality mezi dětmi a mládeží. Devět z nich ukládá za její porušení správní sankce nebo blokové pokuty. Vyhlášky některých regionů zakazují i "propagandu" bisexuality a transgenderismu mezi dětmi a mládeží. Do května 2013 byl přijat nespočet vyhlášek tohoto typu v několika oblastech: Rjazaňská oblast (2006), Archangelská oblast (2011), Sankt Petersburg (2012), Kostromská oblast (2012), Magadanská oblast, Novosibirská oblast (2012), Krasnodarský kraj (2012), Samarská oblast (2012) Baškortostán (2012), a Kaliningradská oblast (únor 2013). Archandělsk (2013) a Sankt Petěrsburg (2014) tyto vyhlášky zrušily.
V r. 2019 přistoupilo Rusko k vystřižení scén zobrazujících mužský homosexuální styk v muzikálovém filmu Rocketman zobrazujícím život britského zpěváka Eltona Johna, za což se stalo terčem kritiky za svůj "obzvlášť zavrženíhodný despekt k lásce dvou lidí".

### Federální zákon
V červnu 2013 byl Státní dumou jednomyslně přijat a prezidentem Vladimirem Putinem podepsán  federální zákon zakazující distribuce materiálů podporujících LGBT vztahy mezi dětmi a mládeží. Zákon se o homosexualitě zmiňuje pouze okrajově, neboť pracuje s termínem "netradiční sexuální vztahy". V souladu s ním je nelegální pořádat v přítomnosti dětí a mládeže LGBT události, podporovat LGBT práva a říkat, že homosexuální vztahy jsou rovnocenné s heterosexuálními.
Za porušení tohoto zákona hrozí ruským občanům pokuta v maximální výši 5000 rublů a veřejným organizacím až 50 000 rublů. Organizacím a firmám, které tento zákon poruší, hrozí pokuta až 1 000 000 rublů a 90denní pozastavení činnosti. Cizincům hrozí až 15denní vězení, pokuta 100 000 rublů a následné vyhoštění ze země. Ruští občané, které k propagandě "netradičních vztahů" použijí internet nebo média hrozí pokuta až 100 000 rublů.
V důvodové zprávě zákona se píše, že chrání děti a mládež před pornografií a informacemi narušujícími jejich vývoj. Spoluautorka zákona Jelena Mizulinová, která je předsedkyní Komise pro rodinu, ženy a děti ve Státní dumě, a která je mnohými popisovaná obránkyně morálních hodnot, uvedla, že cílem zákona je chránit tradiční sexuální vztahy mezi mužem a ženou, jež si zaslouží zvláštní ochranu. Na závěr Mizulinová uvedla, že podle nejaktuálnějšího výzkumu podporuje tuto legislativu 88 % veřejnosti.

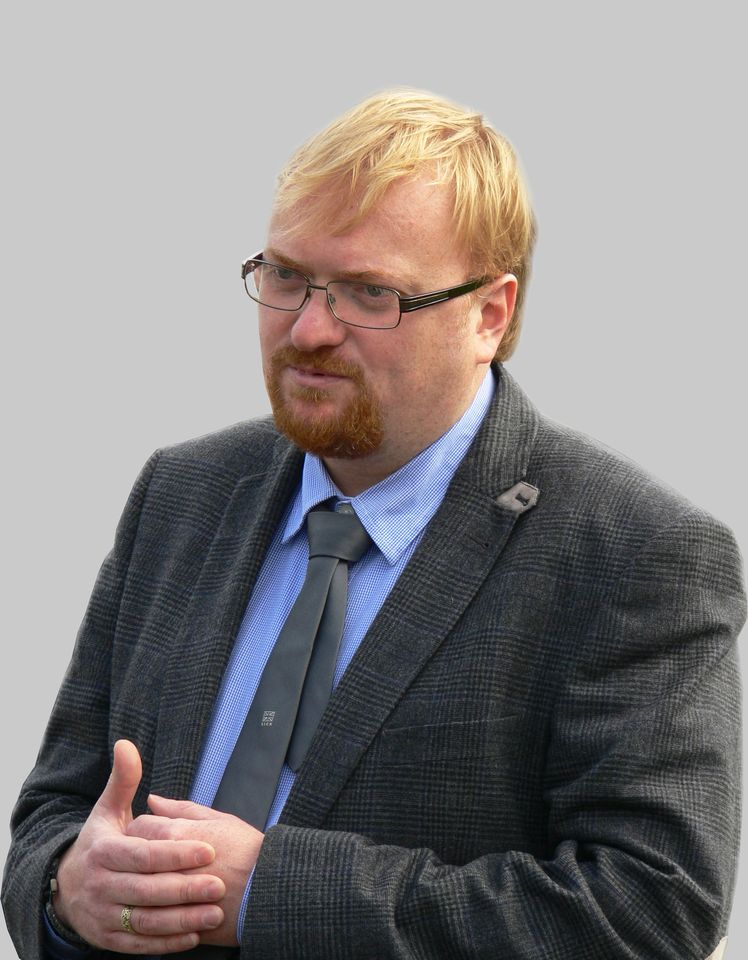
Zastupitel Sankt Petěrsburgu, Vitalij Milonov

V dubnu 2013 před přijetím zákona při své návštěvě v Amsterdamu ruský prezident Vladimir Putin řekl: "Chci, aby všichni věděli, že v Rusku nedochází k žádnému porušování práv sexuálních menšin. Jsou to lidé jako každý jiný a jejich práva a svobody zůstávají nedotčeny." Pak uvedl, že zákon podepíše, protože s ním drtivá většina Rusů souhlasí, ba dokonce jej požaduje. Dovedete si představit organizaci podporující pedofilii v Rusku? Obávám se, že by se proti ní drtivá většina ruských regionů postavila … To samé se týká sexuálních menšin. Těžko si dovede představit stejnopohlavní manželství v Čečensku? Vy ano? Dovedete si představit jaké by to mělo nedozírné následky?Problémy, se kterými se současné Rusko potýká, jsou nízká porodnost, jíž homosexuální vztahy vyřešit opravdu nedokáží."
Kritici říkají, že účelem zákona je v přímém důsledku zcela zakázat LGBT hnutí a jakékoli veřejné projevy LGBT kultury.
V červenci 2013 byli zatčeni dva nizozemští turisté při diskuzi o gay právech s ruskou mládeží. Všichni čtyři byly potrestáni na základě federálního zákona proti propagandě netradičních vztahů mezi nezletilými poté, co o nich hovořili s mladistvými v táboře v Murmansku.
V březnu 2018 zakázaly ruské úřady provozování největší ruské gay seznamky Gay.ru kvůli "propagaci netradičních sexuálních vztahů".
V prosinci 2022 byla působnost zákona rozšířena bez jakéhokoliv věkového omezení, což de facto uzákonilo úplnou cenzuru LGBT tematiky v Rusku.

#### Domácí reakce

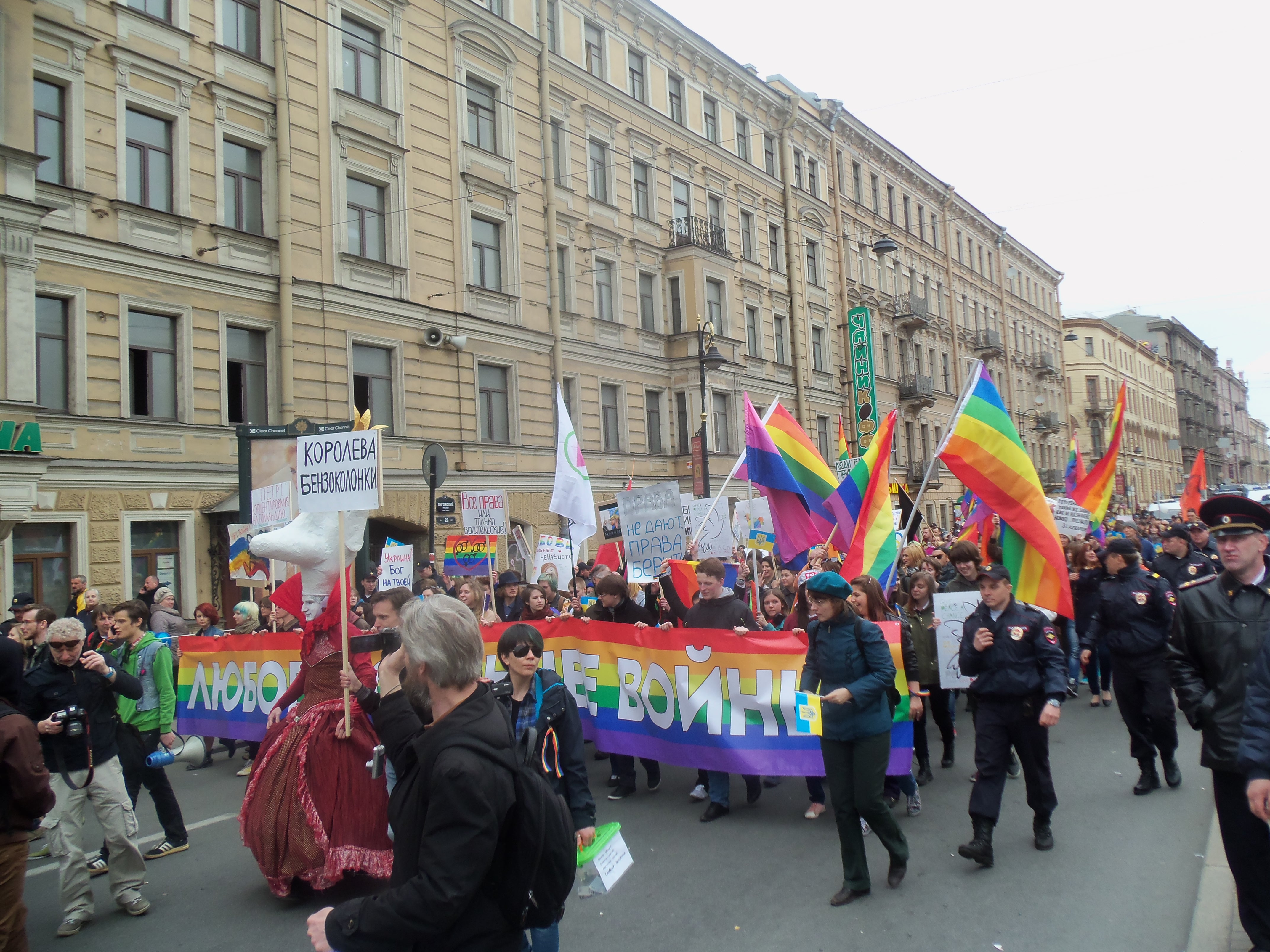
Sankt Petěrburg, 1. květen 2014

Podle průzkumu uskutečněného v červnu 2013 Russian Public Opinion Research Center (VTsIOM) podporovalo zákon nejméně 90 % zkoumaných.
Některé ruské celebrity, včetně Dima Bilana, Filippa Kirkorova a Nikolaje Baškova, se vyjádřily proti zákonům. Jiné zase anti-gay zákony podpořily. Například Valerija. V únoru 2012 se v moskevské Katedrále Krista Spasitele uskutečnila kontroverzní performance ze strany feministické skupiny Pussy Riot na protest proti církevní podpoře politiky prezidenta Vladimira Putina, jejíž součástí je i odmítání LGBT práv v Rusku. O pár týdnů později byly tři členky této skupiny zatčeny a odsouzeny za "výtržnictví motivované náboženskou nenávistí". Trestní proces s trojicí dívek se stal předmětem globálního odporu. Ruský ministr sportu Vitalij Mutko odpověděl na otázky ze strany mezinárodních komunit ve věci aplikace nového zákona během Zimních olympijských her 2014 v Soči, že veškerá kontroverze ruského zákona proti gay propagandě je problém, který uměle vytvořila západní média. and that the law does not discriminate against anyone. Účelem zákona je ochrana práv děti, které se teprve vyvíjejí, před agresivní propagandou netradičních sexuálních vztahů stejně jako před užíváním alkoholových nápojů a návykových látek," takto obhajoval příslušný zákon ministr Mutko.  Rovněž ubezpečil, že práva všech sportovců, organizátorů a návštěvníků v Soči budou respektována. Sportovcům s netradiční sexuální orientací není zakázáno přijet k nám. Ale pokud vyjdou do ulic za účelem propagace, pak samozřejmě musí počítat s následky.
Scenárista Jurij Arabov pracující na novém životopisu Petra Iljiče Čajkovského začal při příležitosti jeho zveřejnění v roce 2015 rozporovat Čajkovského homosexualitu, což je rozporu s tvrzením většiny historiků, kteří si stojí za tím, že Čajkovskij byl skutečně homosexuál. Ke konci dodal, že by svým jménem nikdy nenatočil žádný film, který propaguje homosexualitu. Natáčení filmu bylo dotováno ruskou vládou a Arabovovo tvrzení bylo podpořeno ministrem kultury Vladimirem Medinským, který na otázku odpověděl takto: "Arabov má pravdu. Neexistuje žádný prokazatelný důkaz, že by Čajkovskij byl homosexuál. Historici si i nadále trvali na tom, že skladatelova homosexualita je jasně zdokumentována v jeho osobních papírech a korespondenci. V západním tisku se vedly spekulace, zda odstranění veškerých zmínek o Čajkovského homosexualitě podporované i režisérem Kirillem Šerebrenikovem je "skutečný příběhem tragické lásky a smrti věhlasného ruského skladatele" nebo odpovědí na ruský zákon proti gay propagandě. Ruská lidskoprávní aktivistka Ludmila Alexejevová nazvala přijetí zákona "návratem" do středověku.
12. října 2013 se den po National Coming Out Day konala v Sankt Petěrburgu demonstrace 15-20 LGBT aktivistů proti novému zákonu zakazujícím "homosexuální propagandu". Protest byl napadený krajně pravicovými skupinami jako jsou pravoslavní křesťané, kozáčtí polovojáci a nacionalisté. Po roztržkách mezi oběma skupinami policie zatkla 67 lidí z obou táborů.
Ruské politické strany jsou obecně velmi málo ochotné odmítat svojí nebo jinou LGBT diskriminační politiku z důvodu přetrvávajícího veřejného mínění a současné legislativy nepřímo kriminalizující podporu LGBT práv. Pouze několik málo politických stran podpořilo LGBT práva.
Jednou z nich je Ruská libertariánská strana, která zákaz "podpory" homosexuality nazvala porušováním lidského práva svobody projevu.

### Mezinárodní reakce a bojkot

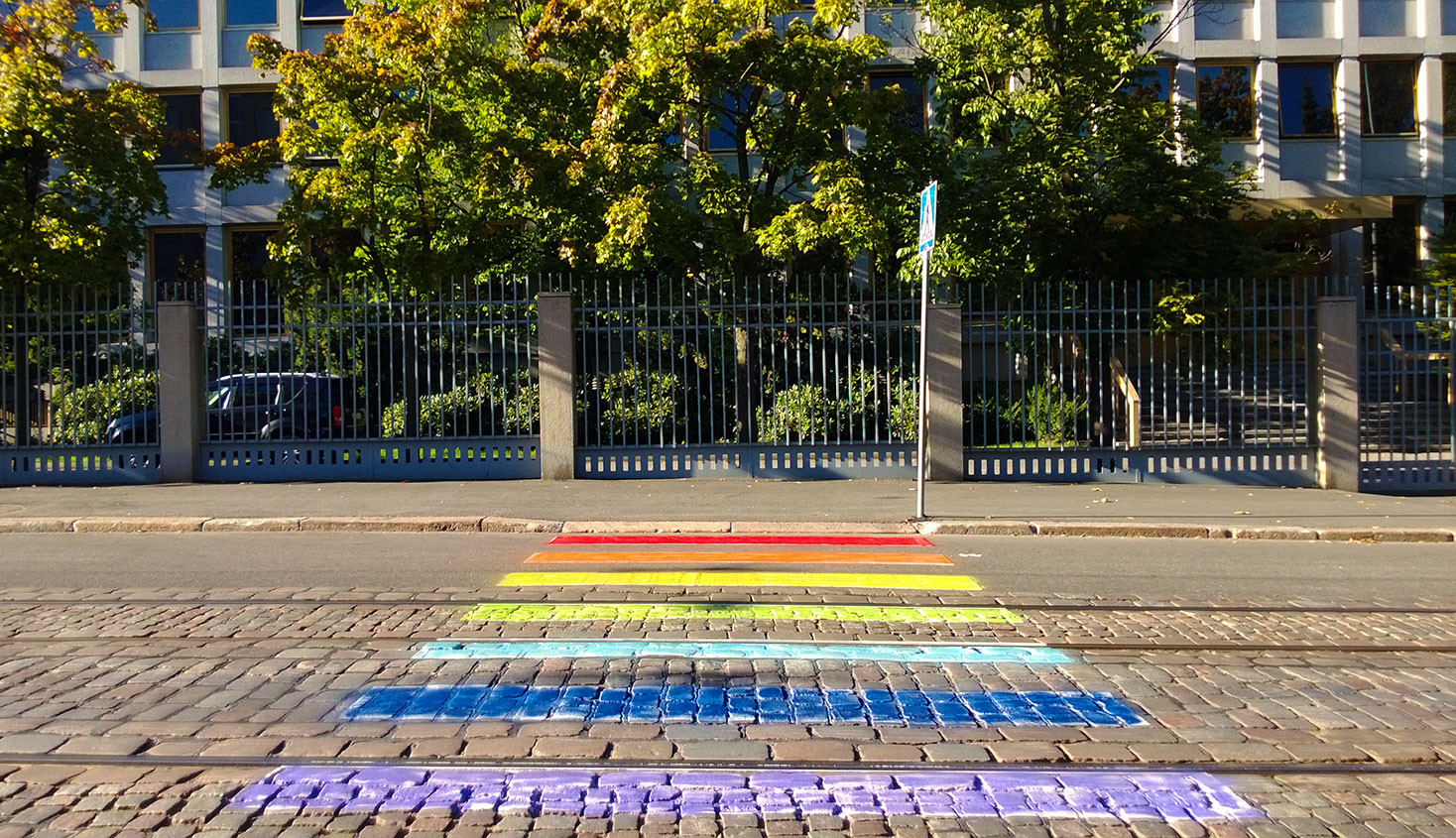
Aktivisté přebarvili přechod pro chodce před ruskou ambasádou ve Finsku na duhovo v rámci protestu proti anti-LGBT politice a zákonodárství. K podobnému kroku se uchýlili i v sousedním Švédsku.

Mezinárodní lidskoprávní organizace a vlády vyspělých liberálních demokracií po celém světě vyjádřily s ruskou anti-gay legislativou ostrý nesouhlas. Úřad Vysokého komisaře OSN pro lidská práva odsoudil ruský přístup k LGBT právům. Obdobný postoj zaujal i vůči podobnému legislativě přijaté v Moldavsku, který byla později zrušena. Jako důvod označil diskriminačnost takových zákonů a jejich rozpor s mezinárodními úmluvami o ochraně lidských práv, jakož i právo dětí a mladistvých odlišné sexuální orientace na informace. Evropský parlament přijal rezoluci kritizující Rusko za anti-gay diskriminační politiku a cenzuru a Rada Evropy přímo vyzvala Moskvu k aktivní ochraně LGBT lidských práv. Evropský soud pro lidská práva už předtím několikrát sankcioval Rusko za porušování LGBT lidských práv. V r. 2012 rozhodla Rada OSN pro lidská práva, že vyhláška přijatá v rjzaňském regionu, která svým obsahem odpovídá ruským federálním zákonům proti homosexuální propagandě, je diskriminační, odporující svobodě projevu a mezinárodnímu právu. Ke stejnému stanovisku pak později dospěly i ruské soudy, které rjazaňskou vyhlášku následně zrušily. Někteří členové gay komunity přistoupili k bojkotu ruského zboží, zejména vodky.
Nesouhlas s ruskou legislativou vyjádřili i některé západní celebrity a aktivisté, kteří se kromě ruské vodky rozhodli bojkotovat také Zimní olympijské hry 2014, jejichž místem konání bylo právě ruské lázeňské město Soči. To dobou se taktéž spekulovalo o možné změně hostitelské země.

##### Politici
Americký prezident Barack Obama se nechal slyšet, že ačkoliv sám osobně nepodporuje bojkot Olympijských her v Soči, není jiné politické osobnosti, která by mohla více či méně odsoudit jakoukoli legislativu mířenou proti gay a lesbickým vztahům, jíž se momentálně stáváme v Rusku svědky. Obama se pak následně v září 2013 během své návštěvy Petrohradu při příležitosti summitu zemí G20 setkal mimo jiné také s ruskými LGBT aktivisty, jimž vyjádřil morální podporu v jejich práci. Posléze se pak také nechal slyšet, že právě ruská anti-LGBT politika byla jedním z důvodů, proč zrušil své plánované setkání s ruským prezidentem Vladimírem Putinem.
Ruské anti-gay zákony odsoudila rovněž také německá kancléřka Angela Merkelová spolu s dalšími členy německé spolkové vlády, jakož i britský konzervativní premiér David Cameron, australský ministr zahraničí Bob Carr, kanadský premiér Stephen Harper a kanadský ministr zahraničí John Baird.

## Souhrnný přehled
| Legální stejnopohlavní styk | (1993) |
| Stejný věk legální způsobilosti k pohlavnímu styku pro obě orientace                                                                    | (1993) |
| Svoboda projevu | (zákaz propagace homosexuality, s přísnějšími postihy při propagaci před osobami mladšími 18 let; v některých regionech platí jejich vlastní zákony proti homosexuální, bisexuální a transgender propagandě) |
| Anti-diskriminační zákony v zaměstnání                                                                                                  | No |
| Anti-diskriminační zákony v přístupu ke zboží a službám                                                                                 | No |
| Anti-diskriminační zákony v ostatních oblastech (homofobní urážky, zločiny z nenávisti)                                                 | No |
| Stejnopohlavní manželství | (Ústavní zákaz od r. 2020) |
| Jiná forma stejnopohlavního soužití | No |
| Náhradní mateřství pro gay páry | No |
| Adopce homosexuálním jednotlivcem žijícím v Rusku, anebo (v případě ruských dětí) v cizí zemi neuznávající stejnopohlavní sňatky        | (žádná omezení založená na sexuální orientaci žadatelů o individiuální osvojení) |
| Adopce ruských dětí homosexuálními jednotlivci nebo stejnopohlavními páry žijícími v zemi, která legalizovala stejnopohlavní manželství | (Ilegální od 3. července 2013) |
| Adopce dítěte partnera | No |
| Společná adopce dětí stejnopohlavními páry                                                                                              | No |
| Zákaz konverzní terapie praktikované na dětech a mládeži                                                                                | No |
| Homosexuální osoby smějí sloužit v armádě                                                                                               | (Lidé s homosexuální orientací smějí sloužit v armádě, ale platí v ní neoficiální politika Don't ask, don't tell)                                                                                            |
| Možnost změny pohlaví | (Mezi lety 1997 až 2023 legální.) |
| MSM smějí darovat krev | (Od r. 2008) |